# Gonçalo portugál gróf
Gonçalo portugál gróf (Gonçalo Mendes, illetve Gonçalo Mendes da Maia 920–999), Mumadona Dias és I. Mendo portugál gróf kisebbik fia. Amikor anyja 950-ben lemondott címeiről gyermekei javára, ő örökölte a portugál grófságot (bátyja, Paio Gonçalves (900-?) Deza grófja lett).
958-ban, amikor Fernán González, Kasztília grófja fellázadt I. Sancho leóni király ellen, Gonçalo Mendes csatlakozott a felkelőkhöz. Sanchót elűzték, de ő III. Abd Al-Rahmán córdobai kalifa segítségével hamarosan visszaszerezte trónját. Gonçalót megfosztotta címétől, ő azonban 962-ben fellázadt hűbérura ellen, és helyreállította hatalmát a grófságban.
981-ben Almanzor (Al-Hajib Al-Manszúr) nagy győzelmet aratott III. Ramiro leóni király felett Ruedánál. Coimbra grófság ezzel ismét (981–1064) a Córdobai Kalifátus uralma alá került, Portugália pedig a Leóni Királyság déli határvidékévé vált.
987-ben III. Abd Al-Rahmán nagy hadjáratot vezetett északra, és sorra elfoglalta a Douro folyótól északra emelt várakat. Egészen Santiago de Composteláig, Galicia fővárosáig jutott, és a várost földig rombolta.
997-ben Gonçalo Portugália nagyhercegévé (Magnus Dux Portucalensium) nyilvánította magát, majd fellázadt hűbérura, II. Bermudo leóni király ellen. A felkelést Bermudo leverte.
Gonçalo unokahúgát, Ilduara Paes Betotest (aki a spanyol nyelvű forrásokban Ilduara, illetve Ildonza Peláez néven szerepel), Paio Gonsalves dezai gróf és (Hermesinda) Ermesenda Guterres De Coimbra coimbrai grófnő lányát vette feleségül. Első feleségétől született hat gyermeke közül az egyetlen, a felnőttkort megért fiú Mendo Gonçalves, aki 999–1008 között volt Portugália grófja.